# Leupegem
Leupegem is een dorp in de Belgische provincie Oost-Vlaanderen en een deelgemeente van Oudenaarde, het was een zelfstandige gemeente tot aan de gemeentelijke herindeling van 1965. Het dorp ligt in de Vlaamse Ardennen. 
Het noorden van Leupegem vloeit over in Oudenaarde; in het zuiden vindt men de vallei van de Maarke. Het parcours van de Schelde werd in de vijftiger jaren rechtgetrokken, hetgeen het aangezicht van het dorp grondig veranderde: het ligt thans niet meer onmiddellijk aan de rivier.

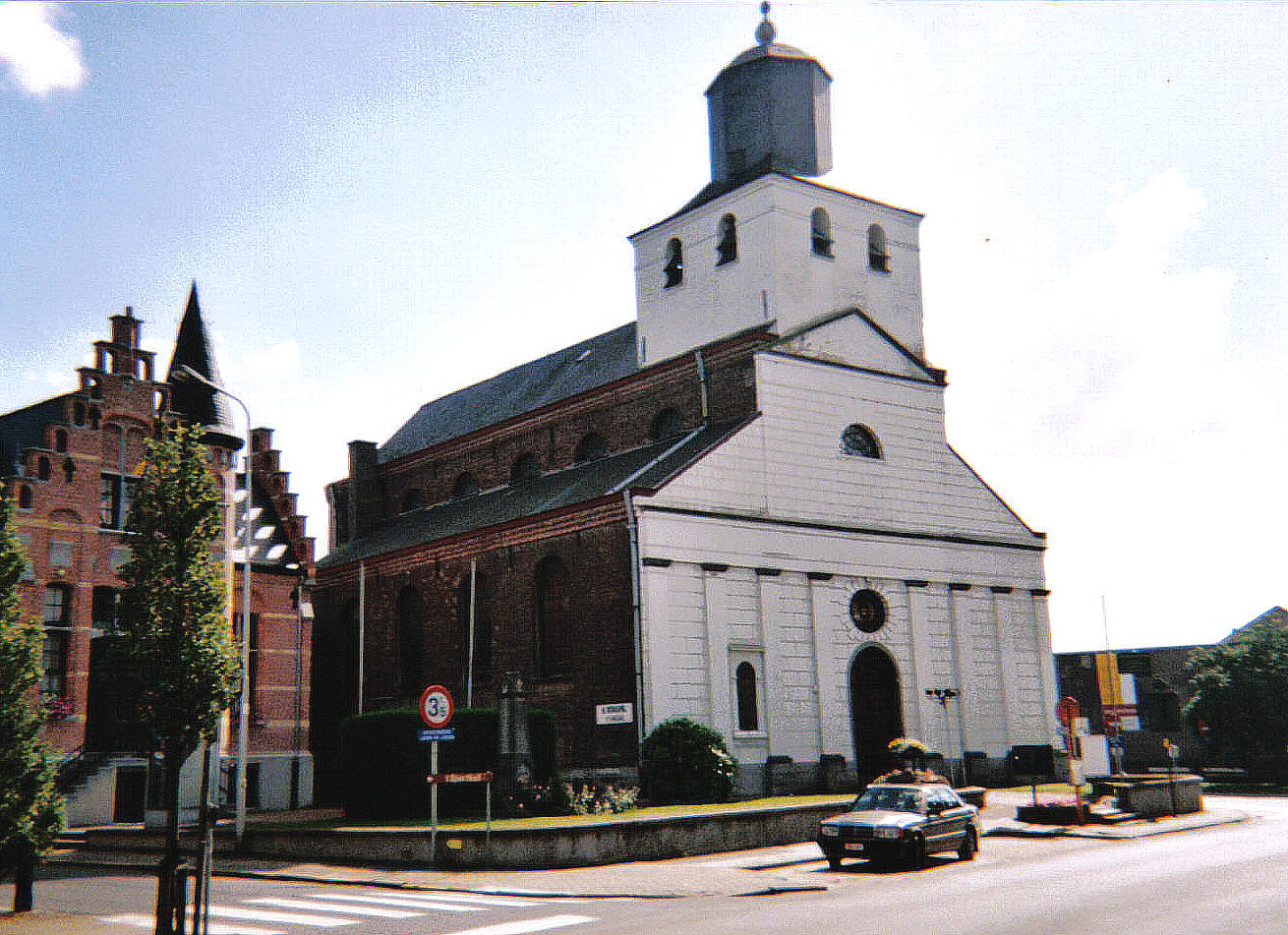
Dorpskern met de Sint-Amanduskerk.
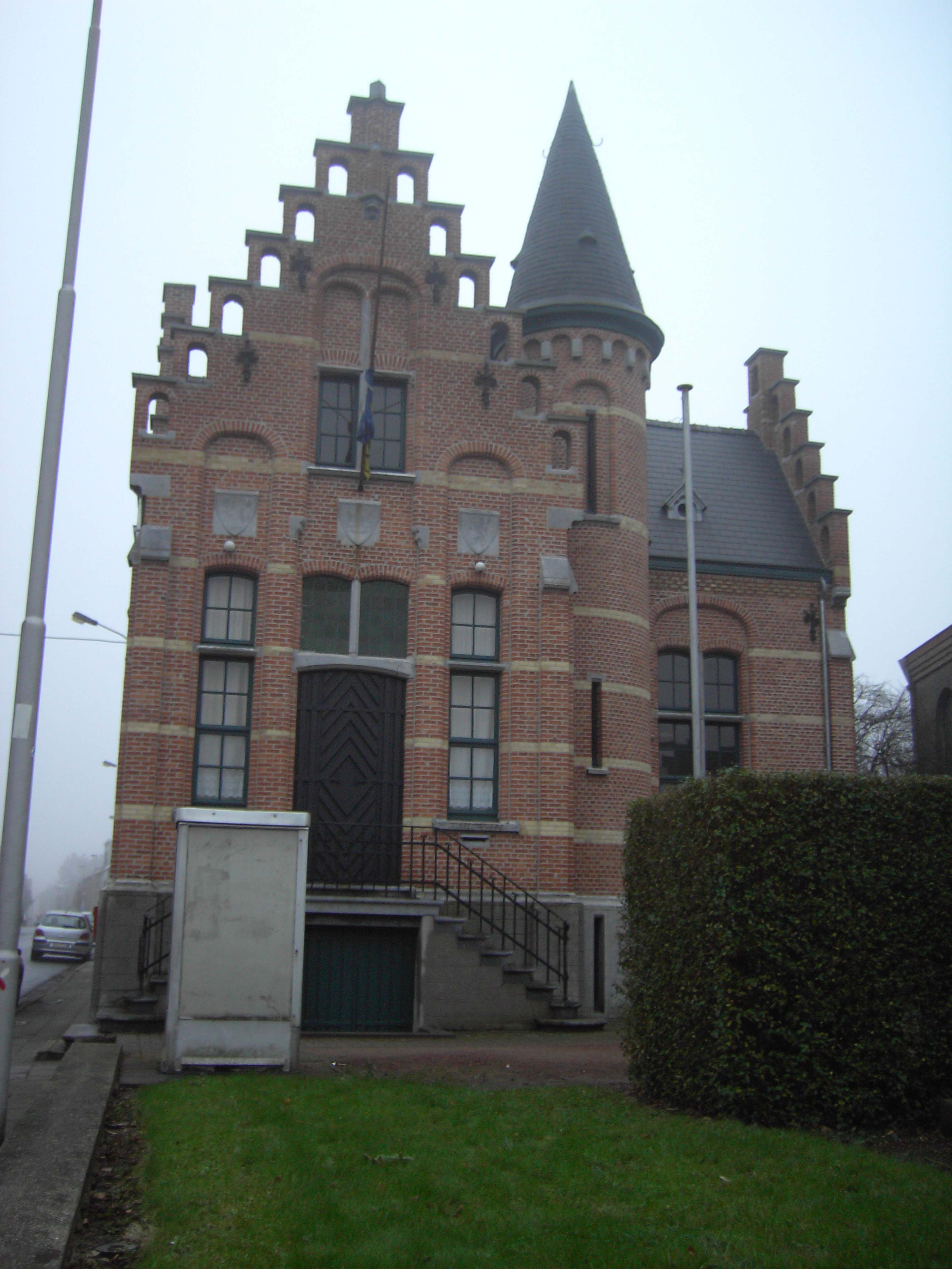
Voormalige gemeentehuis.

## Geschiedenis
Het dorp is waarschijnlijk reeds sinds Karolingische tijden bewoond, misschien zelfs langer, en valt historisch gezien niet van Oudenaarde weg te denken. Leupegem is een samentrekking van 'Leupe's heim'. In de vroege middeleeuwen ontwikkelde het zich samen met Volkegem en Edelare tot een onderdeel van het patronaat van de Abdij van Ename: Volkegem lag boven op de heuvel, Leupegem beneden aan de oevers van de Schelde, en Edelare tussen de twee in, op de flanken van de Edelareberg. De drie dorpen behoorden tot de Baronie van Pamele.
Leupegem was van oudsher een doorgang naar Oudenaarde; de bevolking woonde net buiten de stad en leefde van landbouw en kleinschalige textielnijverheid. De strategische ligging van het dorp, als poort naar de stad, heeft ervoor gezorgd dat het verschillende malen verwoest werd; ook tijdens de Tweede Wereldoorlog vielen hier nog slachtoffers, getuige hiervan een kapelletje aan de rand van Leupegem.

## Demografische ontwikkeling
- Bronnen:NIS, Opm:1831 tot en met 1961=volkstellingen

## Bezienswaardigheden

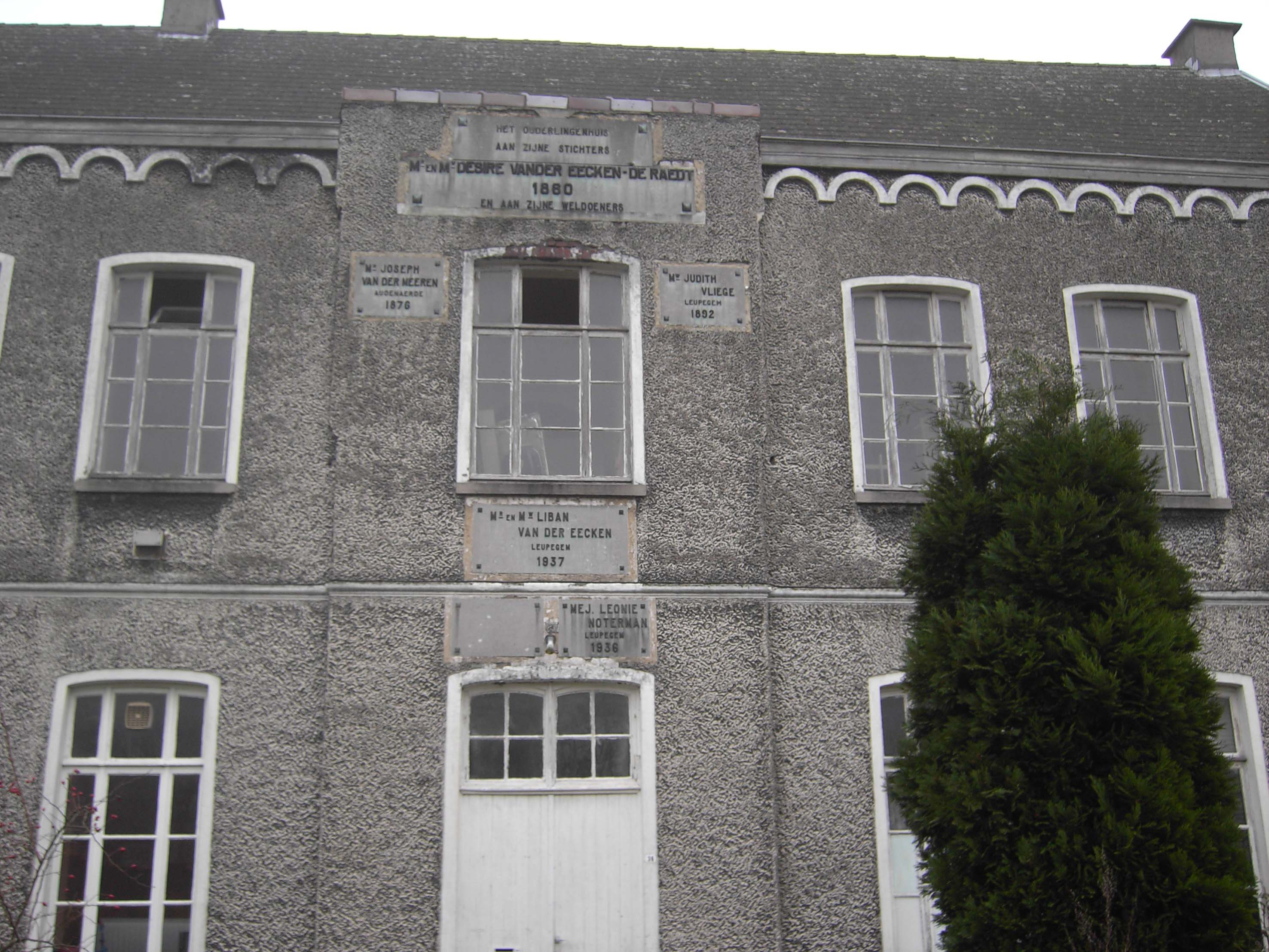
Gewezen bejaardentehuis en voormalig lokaal Theater Stam. Op de gevel namen van weldoeners.

- Leupegem bezit evenwel nog enkele oude gebouwen: het zogenaamde Schipperskerkje is hier een van. De functie van dit hoekige, romaans aandoende bouwsel is onzeker; sommigen opperen dat het hier reeds in de vroege middeleeuwen stond. Zeker is dat het in de 17de eeuw een opslagplaats was en sinds mensenheugenis aan de openbare onderstand toebehoort. De centrale neoclassicistische Sint-Amanduskerk dateert daarentegen pas uit 1830: ze werd na de oprichting van België in allerijl gebouwd en biedt ook devotie aan Sint-Hubertus. De relieken van Sint-Rita bevinden zich hier eveneens.
- Voormalig gemeentehuis naast de kerk, staat op de grond waar tot begin twintigste eeuw het kerkhof lag. Plannen bestonden reeds in 1909 maar werden pas in 1932 uitgevoerd. Het gemeentehuis verloor zijn functie vanaf 1965 door de fusie met Oudenaarde en werd nog enkel gebruikt door een stadsdienst. In 1973 kwam het Kultuurheem van Leupegem in het gebouw.
- In de Watermolenstraat bevindt zich de eeuwenoude Nonnemolen. Hij gaat terug tot de 13de eeuw en is tegenwoordig in het weekend open als taverne.
- In de Sint-Amanduskerk van Leupegem bevindt zich een van de eerste orgels van Charles Anneessens uit 1866.
- Het 19de-eeuwse landhuis Villa Louisa aan de Vlaamse Ardennendreef.

## Natuur en landschap
Leupegem ligt in Zandlemig Vlaanderen, aan de Schelde. Ook de Markebeek mondt te Leupegem uit in de Schelde. Ten noorden van de Markebeek zijn steile hellingen en deels bebost zijn. De hoogte varieert van ongeveer 20 meter tot ruim 80 meter. Leupegem is enigszins verstedelijkt en vastgebouwd aan Oudenaarde. 

## Verkeer
Leupegem wordt aan de ene zijde doorsneden door de N60, de drukke gewestweg tussen Ronse en Gent, en aan de andere door de N8 tussen Oudenaarde en Brakel. De spoorlijn naar Ronse had tot in de tachtiger jaren een halte in Leupegem: het oude treinstationnetje is gerenoveerd en is nu een polyvalente ruimte met slaapgelegenheid..

## Geboren in Leupegem
- Liban Martens (1911-2000), Vlaams politicus
- Julien Versieren (1898-1965), Belgisch politicus en syndicalist

## Overleden te Leupegem
- Valerius De Saedeleer (1867-1941), Vlaams kunstschilder

## Nabijgelegen kernen
Edelare, Etikhove, Oudenaarde, Melden